# Nele Neuhaus

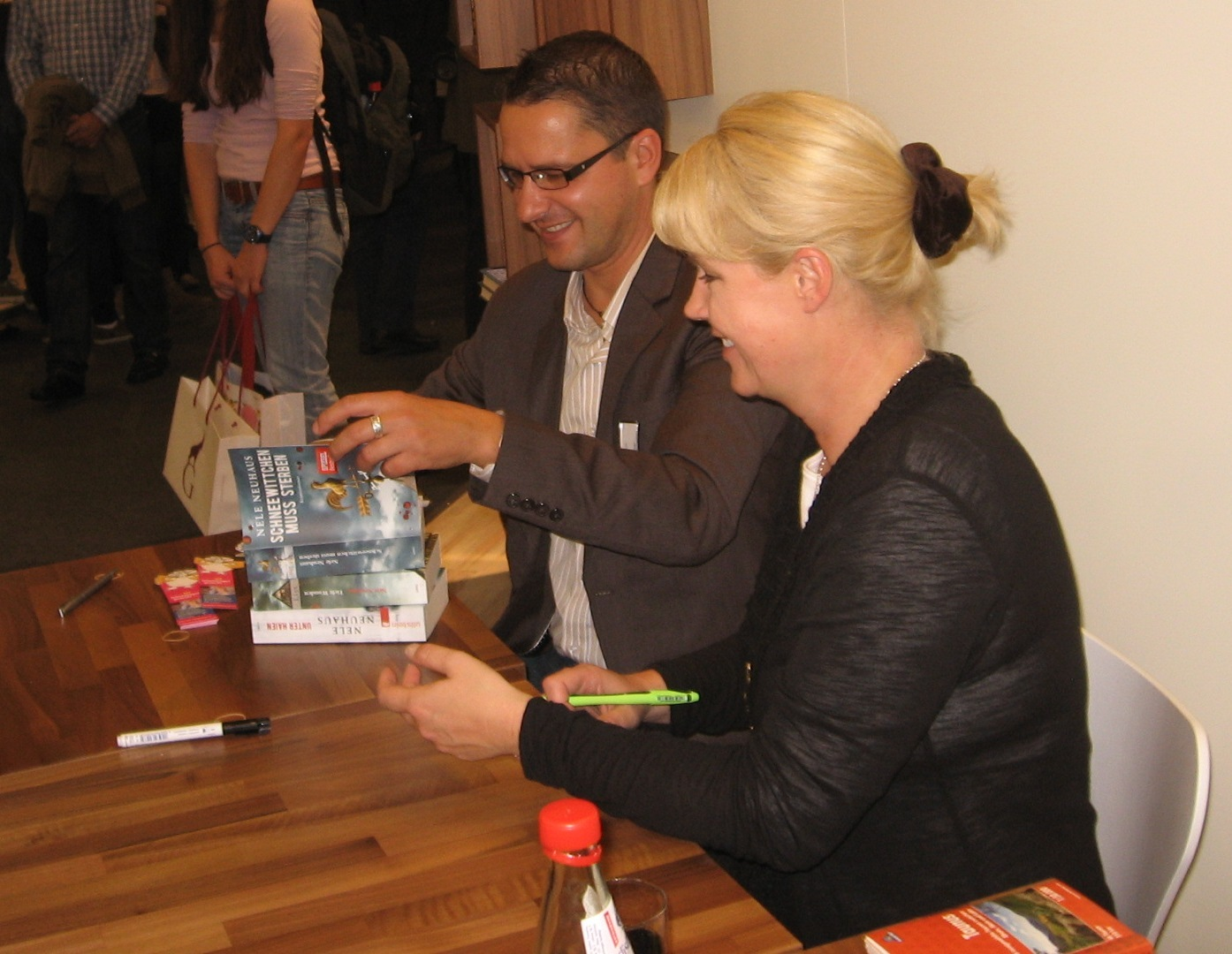
Nele Neuhaus, 2012.

Cornelia "Nele" Neuhaus, född Löwenberg 20 juni 1967 i Münster, är en tysk författare. Hon blev känd genom sina kriminalromaner, som mestadels utspelar sig i skogsområdet Taunus.
Nele Neuhaus föddes 1967 som det andra av fyra barn i familjen Löwenberg. Hon växte upp i Paderborn, innan hon vid 11 års ålder flyttade med familjen till Taunus, då fadern Bernward Löwenberg utnämndes till kommunalråd (Landrat) i Main-Taunus-Kreis. Redan i skolåldern började hon skriva, först för hand i skrivhäften, senare med reseskrivmaskin och dator.
Hon är intresserad av hästar och vid en ridtävling träffade hon den man, 20 år äldre än hon, som hon sedan 2011 bor tillsammans med i Kelkheim. De driver tillsammans ett slakteriföretag.
Efter studentexamen läste hon juridik och germanistik (språk och litteraturvetenskap), men avbröt studierna efter några terminer.
Litterär debut gjorde hon med thrillern Unter Haien (2005, "bland hajar"), som hon utgav på print-on-demand-förlaget Monsenstein und Vannerdat. Den handlar om en tysk investmentbankir i New York. Uppskattande kritik och hänförda läsarreaktioner fick författaren att fortsätta med ännu en bok, kriminalromanen Eine unbeliebte Frau (2006, "en illa omtyckt kvinna") publicerades också på eget förlag. Mordsfreunde (2007, "vänner i mord"), den andra deckaren med spanarduon Oliver von Bodenstein och Pia Kirchhoff gjorde förlaget Ullstein i Berlin uppmärksam på Nele Neuhaus. Sedan början av 2008 har hon kontrakt med Ullstein och i september 2009 utgavs Tiefe Wunden ("djupa sår"), den tredje delen i serien Bodenstein-Kirchhoff. Den låg i två veckor på tyska bästsäljarlistan.
I juni 2010 utkom den fjärde delen med titeln Schneewittchen muss sterben ("Snövit måste dö") och blev framgångsrik liksom föregångarna. Nya utgåvor av delarna 1–3 intog snart plats 2–4 i nätbokhandeln Amazons tyska kategori för kriminalromaner. Deckarna från Taunus har sålts i 660.000 exemplar och översatts till 14 språk (februari 2011).
Nele Neuhaus är medlem av den tyska författarföreningen Syndikat. 